# Stellaland
Stellaland, officiellt Republiken Stellaland (nederländska: Republiek Stellaland) från 1882 till 1883 och, efter föreningen med grannstaten Goshen, Stellalands förenta stater (nederländska: Verenigde Staten van Stellaland) åren 1883–1885, var en boerrepublik belägen vid Bechuanaland, väster om Transvaal.
Under sin kortlivade historia blev det till ytan lilla Stellaland en brännpunkt i konflikten mellan Brittiska imperiet och Sydafrikanska republiken, de två stora regionala makterna. Slutligen ledde britternas fruktan för boernas expansion slutligen till Stellalands upplösning, samt i förlängningen, till andra boerkriget.
2008 började högergruppen Afrikaner Weerstandsbeweging (Afrikaner-motståndsrörelsen) lobba för att återskapa området som självständig boerrepublik. Enligt gruppens tidigare ledare, Eugène Terre'Blanche, besitter gruppen de gamla kontrakten från 1882 som bekräftar vem som äger området, och har hotat att vid behov dra fallet inför Internationella domstolen i Haag.

### Fotnoter
1. ↑  Harper, Paddy (15 juni 2008), ”O volk! Terre Blanche is back again”, The Sunday Times, arkiverad från ursprungsadressen  den 19 juni 2008, https://web.archive.org/web/20080619201545/http://www.thetimes.co.za/PrintEdition/News/Article.aspx?id=785049 Arkiverad 14 juli 2008 hämtat från the Wayback Machine. ”Arkiverade kopian”. Arkiverad från originalet den 14 juli 2008. https://web.archive.org/web/20080714205527/http://www.thetimes.co.za/PrintEdition/News/Article.aspx?id=785049. Läst 15 mars 2012.